# Julius Heinrich von Gemmingen-Steinegg
Julius Heinrich Georg Hermann baron von Gemmingen-Steinegg (né le 15 juillet 1843 à Grunau, arrondissement de Flatow (de), et mort le 23 octobre 1903 à Berlin) est un général d'infanterie prussien et premier président du tribunal militaire impérial

## Biographie

### Origine
Julius Heinrich est issu de la famille Gemmingen-Steinegg (de). Il est le fils de Hermann von Gemmingen-Steinegg (né le 11 août 1803 à Steinegg et mort le 15 avril 1861 à Francfort-sur-l'Oder) et sa femme Elisabeth, née von Kurnatowski (de) (née le 28 février 1819 et morte le 6 décembre 1872 à Francfort-sur-l'Oder).

### Carrière militaire
Dans sa jeunesse, Gemmingen étudie au lycée Frédéric de Francfort-sur-l'Oder et est cadet à Berlin à partir du 4 mai 1859. Le 6 mai 1862, il est affecté, avec les félicitations du roi, il est transféré au régiment de fusiliers de la Garde de l'armée prussienne en tant que sous-lieutenant. À partir de juillet 1866, il sert comme adjudant de bataillon, est transféré le 25 septembre 1867 dans le 93e régiment d'infanterie et y occupe la même fonction à partir du 10 octobre 1867. Le 24 mars 1868, Gemmingen est promu adjudant de régiment et l'année suivante, il est promu premier lieutenant l'année suivante. À ce titre, il participe aux batailles de Beaumont, Sedan, Pierrefitte et Épinay et aux sièges de Toul et de Paris lors de la guerre contre la France en 1870/71. Décoré de la croix de fer de deuxième classe, Gemmingen rentre dans son pays et est promu capitaine à la mi-novembre 1873 et en même temps nommé commandant de compagnie. Du 12 juin 1877 au 24 avril 1878, Gemmingen travaille au Grand État-Major puis est transféré à l'État-Major de la 21e division d'infanterie à Francfort-sur-le-Main. Il y est promu major le 22 mars 1881. L'année suivante, Gemmingen est muté à Cassel à l'état-major général du 11e corps d'armée. De là, le 5 février 1884, il est réintégré au Grand état-major général à Berlin, avec commandement simultané au ministère de la Guerre. Dans les années qui suivent, Gemmingen est chargé de la mobilisation au sein du département de l'armée. Début juillet 1887, il est affecté au 3e régiment à pied de la Garde. Gemmingen y commande le 2e bataillon du 16 août 1887 au 16 avril 1888, puis devient lieutenant-colonel et est brièvement muté à l'état-major du 96e régiment d'infanterie. Trois mois plus tard, il est nommé chef de l'état-major général du 7e corps d'armée à Munster. Il y est promu colonel le 24 mars 1890 et, en tant que tel, est nommé deux ans plus tard commandant du 4e régiment à pied de la Garde. Avec sa promotion au grade de major général, Gemmingen est relevé de ce poste le 27 janvier 1894 et mis brièvement à disposition. Il rejoint ensuite le ministère de la Guerre où il est nommé directeur du département d'économie militaire le 17 mars 1894. Sous sa direction, les règlements de service relevant de sa responsabilité, entre autres ceux de l'intendance, sont remaniés. Parallèlement, à partir du 4 avril 1894, Gemmingen est également plénipotentiaire adjoint auprès du Conseil fédéral.
Après avoir été nommé lieutenant-général le 10 septembre 1897, Gemmingen est nommé commandant de la 8e division d'infanterie. Près d'un an plus tard, il est transféré à Erfurt et reçoit le commandement de la 38e division d'infanterie nouvellement créée. Gemmingen quitte ce poste le 8 juillet 1900. Il est muté à Berlin où il est nommé premier président du tribunal militaire impérial. À partir du 28 mars 1901, Gemmingen est également plénipotentiaire auprès du Conseil fédéral et est promu général d'infanterie le 27 janvier 1902.
Gemmingen est décédé de la grippe après une courte maladie et est enterré le 26 octobre 1903 dans le cimetière de garnison de Hasenheide.
Il est récipiendaire de l'ordre de l'Aigle rouge de 1re classe avec feuilles de chêne et de l'ordre de la Couronne de 1re classe.

### Famille
Gemmingen se marie le 25 juillet 1871 à Hecklingen avec Margarete Charlotte von Trotha (née le 8 mai 1835 à Hecklingen et morte le 18 novembre 1883 à Cassel). Après sa mort, il se remarie le 28 avril 1886 avec Johanna, veuve baronne von Willisen, née von Gersdorff (née le 14 février 1844 à Rothenburg et morte le 13 juillet 1906 à Berlin).
Du premier mariage est née une fille, Elisabeth Marie Anna Fanny (née le 7 novembre 1872 à Dessau). Elle devient plus tard abbesse au château de Mosigkau.